# Бретвиль-сюр-Лез
Бретви́ль-сюр-Лез (фр. Bretteville-sur-Laize) — коммуна во Франции, находится в регионе Нижняя Нормандия. Департамент коммуны — Кальвадос. Входит в состав кантона Бретвиль-сюр-Лез. Округ коммуны — Кан.
Код INSEE коммуны — 14100.

## Население
Население коммуны на 2010 год составляло 1642 человека.
| 1962 | 1968 | 1975 | 1982 | 1990 | 1999 | 2010 |
| ---- | ---- | ---- | ---- | ---- | ---- | ---- |
| 1246 | 1323 | 1299 | 1400 | 1341 | 1504 | 1642 |

## Экономика
В 2010 году среди 1026 человек трудоспособного возраста (15—64 лет) 777 были экономически активными, 249 — неактивными (показатель активности — 75,7 %, в 1999 году было 73,1 %). Из 777 активных жителей работали 700 человек (365 мужчин и 335 женщин), безработных было 77 (34 мужчины и 43 женщины). Среди 249 неактивных 101 человек были учениками или студентами, 99 — пенсионерами, 49 были неактивными по другим причинам.